# Pseudothyretes erubescens
Pseudothyretes erubescens is een vlinder uit de onderfamilie beervlinders (Arctiinae) van de familie van de spinneruilen (Erebidae). De wetenschappelijke naam van de soort werd in 1901 als Tritonaclia erubescens gepubliceerd door George Francis Hampson.
Deze soort komt voor in tropisch Afrika.